# Frank Olson

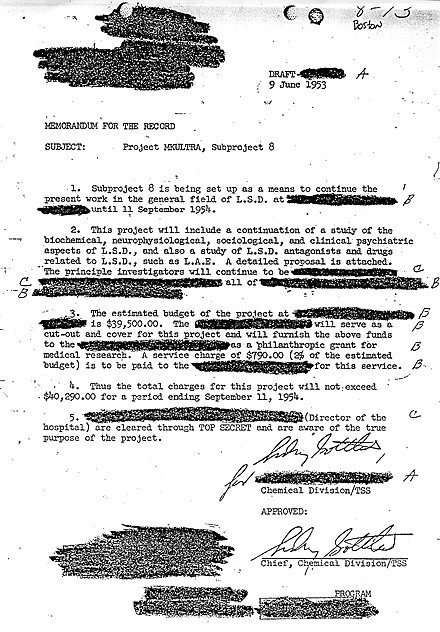
Documento de 9 de julho de 1953 em que Sidney Gottlieb autorizou os experimentos com LSD como parte do Projeto MKULTRA.

Frank Olson Rudolph (17 de julho de 1910 — 28 de novembro de 1953) foi um bacteriologista americano, cientista pesquisador de armas biológicas, e empregado da (CIA). Trabalhou no Laboratório de pesquisas da CIA situado no Comando Medico do Exercito americano de Fort Detrick, em Frederick (Maryland).
Em um retiro na zona rural de Maryland, em 1953, Olson foi secretamente drogado com LSD e nove dias depois faleceu em consequência de queda da janela do Hotel Pennsylvania, em Nova York, onde estava hospedado.
A CIA e o governo americano explicaram a morte como sendo suicídio. Com a revelação em 1975, pelo através do Church Committee, da existência de projetos da CIA como o ARTICHOKE e o Projeto MKULTRA, informações detalhadas sobre a morte de Olson apontaram para um assassinato ligada ao desconforto de Olson com os experimentos em estava envolvido, que incluíam experimentos para infectar humanos usando antraz em aerossol.
A CIA, após as revelações sobre o uso de LSD contra Olson, pagou uma indenização a família referente ao uso de LSD e mantendo a versão do suicídio.

## Morte
Em 18 de novembro de 1953, um grupo de cientistas funcionários da Divisão de Operações Especiais da CIA se reuniu em Deep Creek, zona rural de Maryland, para um retiro. No local se encontraram vários membros da CIA, entre eles Vincent Ruwet, chefe da Divisão de Operações Especiais, John Schwab, Frank Olson, Ben Wilson, Gerald Yonetz, John Malinowski, Sidney Gottlieb e seu vice Robert Lashbrook.
Alguns dos participantes no retiro estavam envolvidos no ARTICHOKE, um projeto de pesquisas para controle mental que envolvia CIA, Exército, Marinha, Força Aérea americanos e o FBI. Documentos com a descrição do projeto classificam-no como de pesquisa de técnicas "especiais" de interrogatório, que incluíam o uso de hipnose, confinamento solitário, indução forçada a dependência de morfina e posterior abstinência forçada, bem como uso de outras substancias químicas, buscando métodos para produzir amnésia e outros estados em que indivíduos se tornassem vulneráveis.
No segundo dia do retiro, depois do jantar, Gottlieb acrescentou ao conteúdo de uma garrafa de Cointreau, uma substância a que ele e seus colegas da Equipe de Serviços Técnicos (SST), da CIA, referiam-se como um "serum", mas que na verdade era LSD.
Foi nessa ocasiao que Olson, sem seu conhecimento, se tornou uma das pessoas submetidas aos experimentos dos projetos ligados ao Projeto MKULTRA, o Projeto ARTICHOKE quando ingeriu o Cointreau com LSD.
Segundo o relato do governo americano, Olson teve uma crise de paranoia, que continuou por vários dias e foi seguida de um colapso mental que teriam então resultado no suicídio.

## Reação da Família
A família de Olson foi informada do suicídio e não tinha conhecimento dos detalhes específicos que cercam a tragédia até que a Comissão Rockefeller e o Church Committee revelarem a existência de projetos como o ARTICHOKE e o Projeto MKULTRA, em 1975.
Em 1994, o Eric Olson, filho de Frank Olson, pediu que o corpo de seu pai exumado para ser enterrado com sua mãe. A família decidiu pedir uma segunda autópsia que foi realizada.
O relatório médico sobre a morte, feito em 1953 imediatamente após a morte, descrevia a existência de cortes e escoriações no corpo. Quando a segunda autópsia foi realizada por James Starrs , Professor de Direito e Ciência Forense da Universidade George Washington, sua equipe procurou os cortes e escoriações descritos na primeira autópsia e não o achou. Mas Starrs encontrou um grande hematoma no lado esquerdo da cabeça de Olson e um grande ferimento no peito.
A equipe concluiu que o traumatismo na cabeça e ferimentos no peito não tinha ocorrido como resultado da queda da janela do hotel mas sim antes da queda. Apenas um dos membros da equipe discordou e o resultado final foi pela conclusão de que a morte de Olson havia sido homicídio.
Em 1996 , Eric Olson pediu, sem sucesso, uma nova investigação sobre a morte de seu pai. Em 2009,
H.P. Albarelli Jr., jornalista investigativo e escritor, depois de 10 anos de pesquisa de documentos e entrevistas com membros da CIA sobre a morte controvérsia de Frank Olson, reuniu documentos que suportavam as conclusões de assassinato. Publicou os resultados no livro "A Terrible Mistake: The Murder of Frank Olson and the CIA’s Secret Cold War Experiments (Outubro de 2009, Editora TrineDay, ISBN 0977795373 ). (em português: Um Erro Terrível" O assassinato de Frank Olson e os experimentos secretos da CIA na Guerra Fria.
Com base nos documentos, em 28 de novembro de 2012, os filhos de Olson, Eric and Nils Olson iniciaram uma ação judicial na Corte de Washington, USA, buscando compensação e acesso aos documentos sobre a morte de seu pai que a CIA jamais forneceu a família.
Em julho de 2013, a ação foi fechada em parte devido a um acordo que estabeleceu compensação para a família, que havia sido feito com a CIA em 1976.
O Juiz James Boasberg, que anunciou o encerramento da ação, declarou que "os documentos públicos suportam as muitas das alegações da família, por mais improváveis que parecam".
Os filhos de Olson criaram o Projeto Frank Olson onde documentam os eventos e mantêm os documentos relacionados acessíveis ao público, com o objetivo de explorar essas circunstâncias e as questões políticas e éticas envolvidas nos experimentos secretos da CIA e na morte de Frank Olson, que consideram questões que devem ser expostas para a manutenção de uma sociedade democrática e aberta.
A partir de dezembro de 2017, a Netflix passou a exibir um documentário denominado Wormwood, dirigido por Errol Morris que conta a história de Frank Olson .